# Druid Hills
Druid Hills es un lugar designado por el censo ubicado en el condado de DeKalb en el estado estadounidense de Georgia. En el censo de 2000, su población era de 12 741. 

## Geografía
Druid Hills se encuentra ubicado en las coordenadas 33°47′14″N 84°19′34″O / 33.78722, -84.32611 (33.787205, -84.325974). Según la Oficina del Censo, la localidad tiene un área total de 11 km² (4,2 mi²), de la cual 10,9 km² (4,2 mi²) es tierra y 0,1 km² (0 mi²) (0.9 %) es agua.

## Demografía
Según la Oficina del Censo en 2000 los ingresos medios por hogar en la localidad eran de $62 953, y los ingresos medios por familia eran $106 196. Los hombres tenían unos ingresos medios de $57 017 frente a los $45 458 para las mujeres. La renta per cápita para la localidad era de $34 829. 